# 眼斑潛鮃
眼斑潛鮃為輻鰭魚綱鰈形目鰈亞目牙鮃科的其中一種，為熱帶海水魚，分布於中太平洋東部巴拿馬海域，棲息深度約121公尺，體長可達24公分，棲息在底層水域，生活習性不明。